# Церковь Казанской иконы Божией Матери (Кишкино)
 Храм Казанской иконы Божией Матери — приходской храм Малинского благочиния Подольской епархии Русской православной церкви в селе Кишкино Ступинского района Московской области.

## История
Каменный храм был построен помещицей Натальей Ольцевой рядом с полуразрушенной деревянной церковью в 1780 году. Вскоре деревянную церковь разобрали, а новую освятили в честь Казанской иконы Божией Матери с часовней в честь Св. Апостол и евангелист Иоанн Богослов.
Главной святыней храма была чудотворная икона Казанской Божьей Матери. Когда в 1871 г. в пос. В Хатуне разразилась эпидемия холеры, священник и хатунцы обратились к кишкинским клирикам с просьбой приехать к ним на крестный ход с Чудотворной иконой. Икону крестным ходом привезли в Хатун, после чего эпидемия отступила. С тех пор в память об этом событии 1 августа ежегодно совершается шествие из Кишкино в Хатун. Он длится два месяца и прошел через несколько населенных пунктов, где находилась икона, служили службы, акафисты, и местные жители просили принести икону к себе на квартиру. Маршрут крестного хода был следующим: от села Кишкино через села Привалово и Сидорово до села Кузьмино, где икона находилась в церкви св. Косма и Дамиан. Затем через село Разинково икона прошла в село Ивановское и остановилась у церкви Иоанна Крестителя, затем через село Торбеево дошла до села Хатун, где была посвящена поклонению в местной церкви Св. Воскресение Господне. После Хатуни икона также отправилась в соседнее село Починки, где поклонялись храму в церкви Архангела Михаила.
В 1901 году храм, ограда и церковный дом были расписаны масляной краской. Люстру тоже заменили, старую продали на металлолом, новую купили за 400 руб.
В Казанском церковном приходе было две школы. Приходская церковь Кишкино, основанная в 1889 году, была пристроена к дому священника и Кошелевской земской школе, основанной в 1914 году.
В 1907 году церковь посетил епископ Трифон (Туркестанов).
В ограде храма похоронены родители новомученика Российского священномученика Михаила (Успенского) — чтеца псалмов Алексея Федоровича и Александры Романовой Успенской.
В 1941 году в церковь попала немецкая бомба.
Храм действовал до 1949 года. В 1947 году последний настоятель храма перестал служить в храме по болезни и через некоторое время скончался. Одно время верующие приглашали на службу своих собратьев-священников, но когда стало ясно, что настоятеля в Казанском храме не будет, в 1949 году все ценное имущество храма было передано тогдашнему Казанскому храму в селе Киясово. верующие опасались за его безопасность. Из-за отсутствия настоятеля храм постепенно разграбили. Официально храм никто не закрывал, причиной закрытия стало отсутствие настоятеля. В 1950-х годах церковь перешла к местному колхозу. В семидесятых и восьмидесятых годах XX века здание принадлежало пионерлагерю, который был организован на месте бывшей усадьбы Кавецких.
Возрождение церковно-приходской жизни началось в середине 1990-х годов, храм восстанавливается. Кресты и купола храма были обновлены и отреставрированы. Крыша покрыта оцинкованным железом. Установлены двери и окна. Оштукатурена и оштукатурена часовня в честь апостола Иоанна Богослова.
С 2011 года храм принадлежит Малинскому благочинию.

## Духовенство
Настоятели храма:
- с 10 сентября 2002 по 29 апреля 2013 — протоиерей Михаил Щепетков
- в настоящее время — иерей Иоанн Баранов